# Kamal Ibrahim (animateur de télévision)
Cet article concerne le mannequin et animateur de télévision. Pour l’écrivain syrien, voir Kamal Ibrahim.
Kamal Ibrahim, né le 10 novembre 1985, est un mannequin et animateur de télévision irlandais. D’origine nigériane par son père et irlandaise et italienne par sa mère,, il passe une partie de son enfance au Nigéria. Adulte, il commence une carrière dans le mannequinat, et est élu Mister Ireland. Il acquiert une notoriété internationale lorsqu'il remporte le titre de Mister Monde 2010 à Incheon en Corée du Sud, le 27 mars 2010. Il se reconvertit ensuite dans l'audiovisuel et devient animateur du tirage de la Loterie Nationale irlandaise sur la chaîne de télévision RTÉ One,. Il a également réalisé un documentaire, Miss Nigeria Ireland and Me, sur les liens culturels entre l'Irlande et le Nigéria. Il vit à Limerick en Irlande,.